# Vijenac (Pljevlja)
Pour les articles homonymes, voir Vijenac.
Vijenac (en serbe cyrillique : Вијенац) est un village du nord du Monténégro, dans la municipalité de Pljevlja.

## Démographie

### Évolution historique de la population
| 1948 | 1953 | 1961 | 1971 | 1981 | 1991 | 2003 |
| ---- | ---- | ---- | ---- | ---- | ---- | ---- |
| 434  | 475  | 478  | 470  | 402  | 323  | 262  |